# Raba (Slivno)
Raba je naselje u Republici Hrvatskoj, u sastavu Općine Slivno, Dubrovačko-neretvanska županija. 

## Stanovništvo
Prema popisu stanovništva iz 2001. godine, naselje je imalo 6 stanovnika te 5 obiteljskih kućanstava. Po popisu iz 2011. u Rabi je 10 stanovnika.
| broj stanovnika |       |       | 109   | 138   | 130   | 160   |       | 521   | 168   | 135   | 123   | 145   | 21    | 15    | 6     | 10    | 8     |
|                 | 1857. | 1869. | 1880. | 1890. | 1900. | 1910. | 1921. | 1931. | 1948. | 1953. | 1961. | 1971. | 1981. | 1991. | 2001. | 2011. | 2021. |

## Crkva svetog Ante Padovanskog
Sagradili su je doseljenici oko 1700. Duga je 10 i široka 5 metara. Kip sv. Ante postavljen je 1903., a 1914. bio je postavljen oltar s kipom sv. Josipa, koji je zbog skučenosti uklonjen 1977. Betonski zvonik sagrađen je 1925. kada je bio uklonjen zvonik na preslicu za tri zvona, koji je postavljen na crkvu sv. Liberana na Jastrebovoj glavici. Obnova interijera napravljena je za vrijeme župnika don Ivana Vrdoljaka.